# Snart brudgummen kommer att hämta
Snart brudgummen kommer att hämta är den första psalmtexten i Albert M. Johanssons llilla sånghäfte Turturdufvans röst, som gavs ut 1890. Psalmen har fyra verser och ingen kör- eller refrängtext. Den sjungs till melodin för psalmen Det finns en stad, skön och härlig.
Texterna av Johansson har upphovsrättsligt skydd till år 2025.

## Publicerad i
- Nr 1 i Turturdufvans röst med titeln "Han kommer".